# Nototriche cabrerae
Nototriche cabrerae är en malvaväxtart som beskrevs av Antonio Krapovickas. Nototriche cabrerae ingår i släktet Nototriche och familjen malvaväxter. Inga underarter finns listade i Catalogue of Life.